# Димитренко Олександр Вікторович
Олександр Димитренко, народжений Олександр Вікторович Димитренко (* 5 липня 1970, Євпаторія) — український, пізніше німецький боксер-професіонал (в 2010 році прийняв німецьке громадянство), який виступає у важкій ваговій категорії. Чемпіон світу з боксу серед юніорів 2000 року. Професіонал з 2001-го. Чемпіон Європи у важкій вазі за версією EBU, інтерконтинентальний чемпіон WBO та IBF. Живе і тренується в Гамбурзі.

## Кар'єра
Він захопився боксом у віці 14 років. Вісімнадцятирічним боксером виграв (2000) чемпіонат світу з боксу серед юніорів. Після його перемоги німецький промоутер Клаус-Петер Коль відразу запропонував йому контракт. Димитренко підписав угоду з компанією Коля і емігрував до Гамбурга щоб почати свою професійну кар'єру. Зі своїм зростом, роботою ніг і потужним ударом він вважався одним з головних претендентів на бій за звання чемпіона світу. Але поразки від Кубрата Пулєва і Едді Чемберса перекреслили ці сподівання.